# 集团军级支队A (德意志帝国)
集团军级支队A（德語：Armee-Abteilung A）是第一次世界大战期间的一个德意志帝國陸軍軍團级单位。该部队一直被部署在西方戰線战场左侧翼（南侧翼）。